# جوي كراب
جوي كراب (بالإنجليزية: Joey Crabb)‏ هو لاعب هوكي الجليد أمريكي، ولد في 3 أبريل 1983 في أنكوريج في الولايات المتحدة.

## وصلات خارجية
- جوي كراب على موقع دوري الهوكي الوطني (الإنجليزية)
- جوي كراب على موقع قاعة مشاهير الهوكي (لاعب أن.إتش.أل) (الإنجليزية)
- جوي كراب على موقع EliteProspects.com (الإنجليزية)
- جوي كراب على موقع HockeyDB.com (الإنجليزية)
- جوي كراب على موقع Hockey-Reference.com (الإنجليزية)